# If I Can Dream
If I Can Dream è un brano musicale scritto da Walter Earl Brown e reso celebre da Elvis Presley.
La canzone è notevole in quanto è il primo brano a contenuto sociale cantato da Presley, contenendo riferimenti a Martin Luther King e al suo famoso discorso sull'eguaglianza razziale (I Have a Dream...). Il brano venne registrato da Presley nel giugno 1968, due mesi dopo l'assassinio di Martin Luther King. La registrazione venne proposta al pubblico come canzone finale dello speciale tv che aveva visto il ritorno sulle scene di Presley.
Anche se tecnicamente non si può definire il brano un gospel vero e proprio, Presley interpreta la canzone con un trasporto tale da far apparire il brano un pezzo di musica sacra. Da allora il brano è apparso in numerose compilation di Elvis dedicate alla musica gospel.
La canzone venne pubblicata come singolo nel novembre 1968 e stazionò nella classifica di Billboard Hot 100 per 13 settimane, raggiungendo la dodicesima posizione, con più di un milione di copie vendute negli Stati Uniti.

## Il brano

### Origine e storia
A Brown era stato chiesto di scrivere una canzone per rimpiazzare I'll Be Home For Christmas, brano che avrebbe dovuto essere il gran finale dello speciale televisivo su Elvis della NBC (20-23 giugno 1968). Così egli scrisse If I Can Dream e quando Presley la sentì per la prima volta proclamò di essere entusiasta della composizione e che l'avrebbe cantata sicuramente.
Colpito dal testo della canzone, Presley si recò dal produttore dello show, Steve Binder, e gli riferì di non voler mai più cantare canzoni in cui non credeva e fare film che non gli piacevano. Di bianco vestito con un completo da gentiluomo del vecchio Sud, Presley interpretò la canzone durante il finale dello spettacolo, cantando come se fosse in gioco la sua stessa vita, con una voce che acquistava punte roche come non si sentivano da tempo in un suo brano.
Quando il Colonnello Tom Parker ascoltò la canzone proposta da Earl Brown per la prima volta, disse: «Non è il tipo di canzone per Elvis». Elvis, presente al commento del suo manager, rispose: «Mi piacerebbe comunque provarci». In seguito Brown raccontò che quando Elvis registrò il brano, vide tre coriste con le lacrime agli occhi. Una di loro gli sussurrò: «Elvis non ha mai cantato con così tanto sentimento prima... Crede in ogni parola che canta».

### Pubblicazione
Dopo essere stata filmata per lo speciale televisivo, andato in onda nel dicembre 1968, e montata nella versione definitiva, la canzone fu pubblicata su singolo negli Stati Uniti (lato B Edge of Reality) nel novembre 1968. Entrò nella classifica Billboard Hot 100 restandoci per tre mesi circa, raggiungendo la dodicesima posizione come miglior piazzamento, con oltre un milione di copie vendute. In Canada, raggiunse la sesta posizione in classifica, mantenendola per due settimane.

## Cover
- Della Reese canta la canzone come ode spirituale a Dio in una puntata del 1995 della serie TV Il tocco di un angelo, intitolata Nel Nome di Dio.
- Robson & Jerome nel loro album omonimo del 1995.
- Durante la sesta stagione del talent show American Idol, Céline Dion ha cantato If I Can Dream in duetto con Presley, grazie agli effetti speciali utilizzati sovrapponendo l'immagine dell'esibizione originale di Elvis durante lo show del 1968 alla sua con una tecnica simile a quella utilizzata nel film Forrest Gump. Questa versione è stata in seguito inclusa nella raccolta The Best of Celine Dion & David Foster.
- La cantante svedese Carola Häggkvist sull'album Guld, platina & passion.
- Terry Venables nel 2010. La sua versione comprende la Royal Philharmonic Orchestra con Harry Redknapp e Ian Wright filmati al Wembley Stadium.
- Nel 2022 i Måneskin hanno pubblicato una loro versione come parte della colonna sonora del film Elvis.